# Реп'ях Петро Якимович
Петро Якимович Реп'ях (1902, село Новоселівка, тепер Арбузинського району Миколаївської області — ?) — український радянський діяч, голова колгоспу «Жовтневі сходи» Арбузинського району Миколаївської області. Депутат Верховної Ради СРСР 2-го скликання.

## Життєпис
Народився в селянській родині. Працював у колгоспі.
Член ВКП(б).
З 1941 року — в Червоній армії, учасник німецько-радянської війни. Служив старшим розвідником батареї 76-мм гармат 714-го стрілецького полку 395-ї стрілецької дивізії 37-ї армії.
З 1945 року — голова колгоспу «Жовтневі сходи» села Новоселівки Арбузинського району Миколаївської області.

## Нагороди
- орден Червоної Зірки (10.07.1943)
- медалі